# Tu que no puedes
Toi qui n'en peux plus
L'eau-forte Tu que no puedes (en français Toi qui n'en peux plus) est une gravure de la série Los caprichos du peintre espagnol Francisco de Goya. Elle porte le numéro 42 dans la série des 80 gravures. Elle a été publiée en 1799.

## Interprétations de la gravure
Il existe divers manuscrits contemporains qui expliquent les planches des Caprichos. Celui qui se trouve au Musée du Prado est considéré comme un autographe de Goya, mais semble plutôt chercher à dissimuler et à trouver un sens moralisateur qui masque le sens plus risqué pour l'auteur. Deux autres, celui qui appartient à Ayala et celui qui se trouve à la Bibliothèque nationale, soulignent la signification plus décapante des planches.
- Explication de cette gravure dans le manuscrit du Musée du Prado :
Las clases útiles de la sociedad llevan todo el peso de ella, ó los verdaderos burros a cuestas
(Les classes utiles de la société portent tout le poids de cette dernière, ou les véritables ânes à charge)[3].

- Manuscrit de Ayala :
Los pobres y clases útiles de la sociedad, son los que llevan a cuestas a los burros, o cargan con todo el peso de las contribuciones del Estado
(Les pauvres et classes utiles de la société sont ceux qui ont en charge les ânes, ou supportent tout le poids des contributions de l'État)[3].

- Manuscrit de la Bibliothèque nationale :
Un animal que se hace retratar, no dejará de parecer por eso animal, aunque se le pinte con su golilla y afectada gravedad.
(Un animal qui se faire faire le portrait, ne cessera de paraître cet animal, même si on le peint avec son jabot et sa gravité affectée)[3].

Le titre reprend une ligne du proverbe castillan : Tu que no puedes, llévame a cuestas (traduit ainsi : « Toi qui n'en peux mais, porte-moi sur tes épaules »).
Il s'agit clairement d'une critique du fonctionnement de la société et de la répartition des charges.

## Technique de la gravure

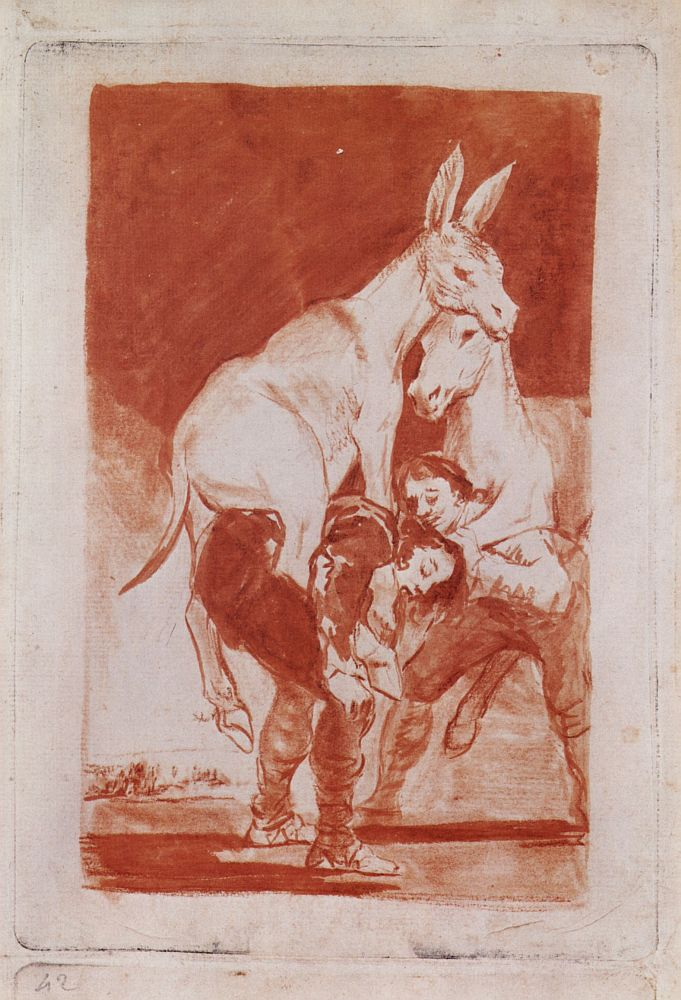
Dessin préparatoire.

L'estampe mesure 213 × 152 mm sur une feuille de papier de 306 × 201 mm.
Goya a utilisé l'eau-forte et l'aquatinte.
Le dessin préparatoire est à la sanguine. Dans le coin inférieur gauche, au crayon est écrit 42. Le dessin préparatoire mesure 242 × 166 mm.

## Catalogue
- Numéro de catalogue G02130 de l'estampe au Musée du Prado.
- Numéro de catalogue D04235 du dessin préparatoire au Musée du Prado.

### Les estampes de la série des Âneries
- Capricho nº 37 : Si sabrá mas el discipulo?
- Capricho nº 38 : Brabisimo!
- Capricho nº 39 : Asta su Abuelo
- Capricho nº 40 : De que mal morira?
- Capricho nº 41 : Ni mas ni menos
- Capricho nº 42 : Tu que no puedes